# 史汀生中心
史汀生中心（英語：The Stimson Center）以美國政治家亨利·劉易斯·史汀生命名，是一個非營利、非黨派，使用分析與對外服務促進國際和平安全的智庫。

## 历史
由 Barry Blechman 與 Michael Krepon 成立於1989年，座落於美國華盛頓特區。史汀生中心宣稱以務實方法尋求提供更佳政策、解決問題，克服障礙讓世界更和平與安全。
在2013年史汀生中心獲得創意與效能組織-麥克阿瑟獎。史汀生中心於2016年賓夕法尼亞大學全球關鍵智庫指標中在美國智庫排行第21名。
史汀生中心藉由對制訂政策的社群，如媒體和關心的公民，傳達獨立分析和提供嶄新的觀點來追求它的構想。
目前的主席為林肯·P·小布盧姆菲爾德，他也是美國國防部和國務院官員。

## 研究領域
- 核不擴散條約
- 聯合國維持和平部隊
- 21世紀美軍的角色與任務
- 建立朝鮮半島軍事互信
- 1998年12月研究員肯尼斯·艾倫（英语：Keneth W. Allen）發表建立台海兩岸軍事互信機制
- 2003年發表中國與導彈防禦報告[4]

## 外部連結
- 史汀生中心（页面存档备份，存于）